# Peter London
Peter London, nome d'arte di Peter Lundén (Svezia, 28 settembre 1982), è un bassista svedese.
Maggiormente conosciuto come bassista della band glam metal svedese Crashdïet, è anche il vocalist degli svedesi Alter Egon.
È stato sposato con Miss Svezia Isabel Lestapier Winqvist.

## Discografia

### Con i Crashdïet
- 2005 - Rest in Sleaze
- 2007 - The Unattractive Revolution
- 2010 - Generation Wild

### Con gli Alter Egon
- 2008 - Alteraktiva Romanser